# ルイ・ルノー (実業家)

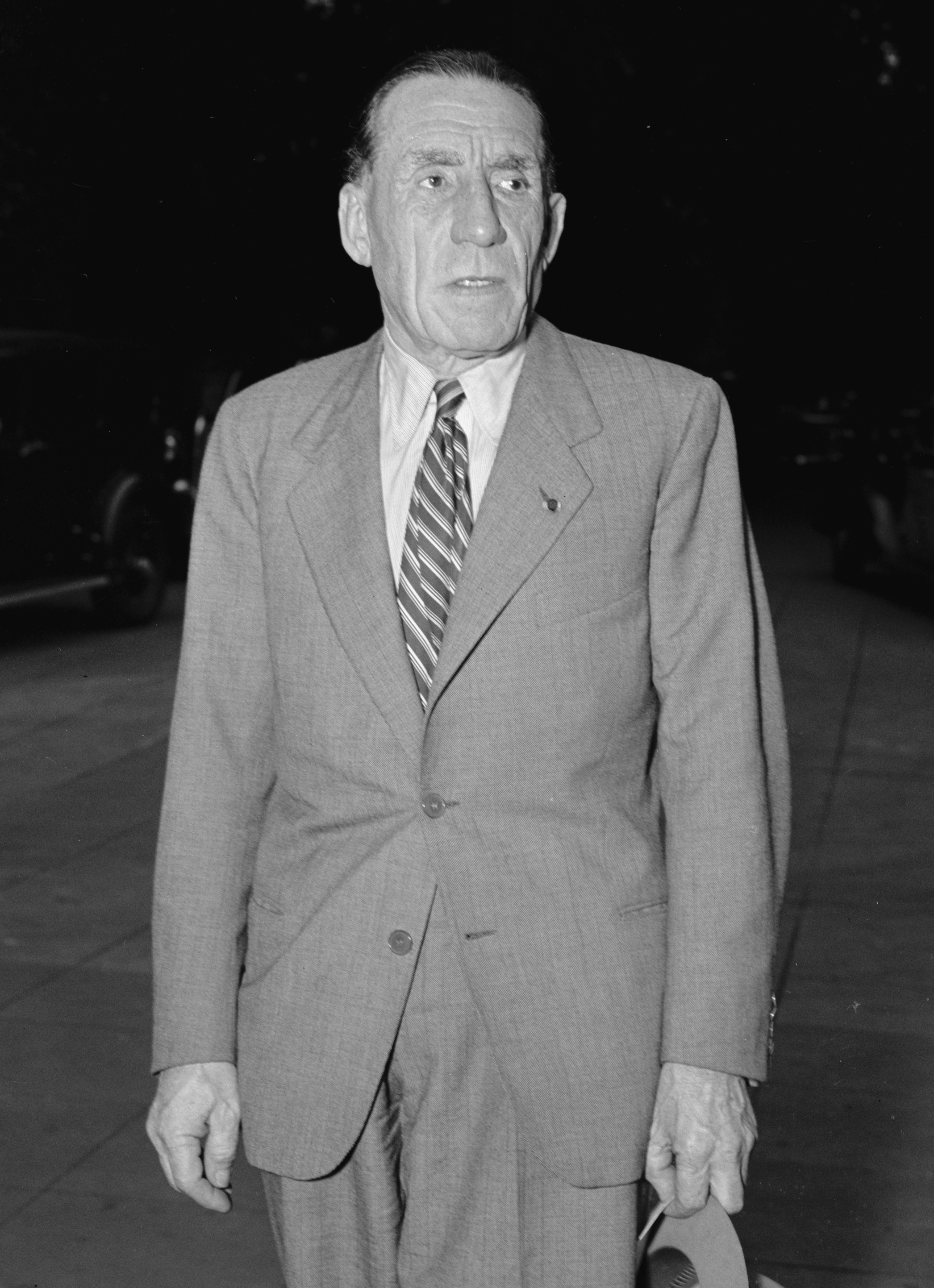
ルイ・ルノー (1940年、訪米時にワシントンで)

ルイ・ルノー（Louis Renault、1877年2月15日 フランス・パリ - 1944年10月24日）は、フランスの実業家で、ルノー社の創設者。自動車産業創成期のパイオニアの1人でもある。

## 前半生
ルイ・ルノーはパリのブルジョワ家庭に、5人兄弟の4番目として生まれ、名門リセ・コンドルセに通った。彼はごく幼い時から工学や力学に魅せられていた。セルポレ社の蒸気自動車工場で長い時間を過ごしたり、ブローニュ＝ビヤンクールのルノー家の別荘にあった工具で、古いパナール社製エンジンをいじったりしていた。
彼が1898年に初めて作った車は画期的なものであった。ド・ディオン＝ブートンの2ストロークエンジンを改造した彼の車は、きれいに継ぎ合わされたドライブシャフト、前進3段と後退のトランスミッションを特徴とした。特に3段目のギアはダイレクトドライブ（直結）となっており、彼は1年後特許も取得している。ルノーは自分の車を『ヴォワチュレット（ Voiturette 、小さな車）』と呼んでいた。
1898年12月24日、彼は友人と、自分の発明した車がモンマルトルのレピック通りの坂を登りきれるか賭けをして勝利した。賭けに勝っただけではなく、ルノーはわかっているだけでも13の車両注文を受けたのである。自分の発明に商業的な可能性があることを知り、ルノーは、父の紡績会社で働いていた2人の兄マルセル（1872 - 1903）とフェルナン（1865 - 1909）に協力を呼び掛けた。彼らは1899年2月25日、ルノー兄弟社を設立した。最初は営業や経営はすべて兄たちが計らい、ルイはデザインや製造に専念していた。しかし1903年のパリ - マドリード自動車レース（Paris–Madrid race）でマルセルが事故死し、1908年にはフェルナンが健康上の理由で会社から手を引くと、ルイが会社運営全般を取り仕切るようになった。

## 第一次世界大戦とその後
ルノーは1942年まで会社の指揮を執り、その急速な拡大に対処する一方で新たに、油圧ショックアブソーバーや最新ドラムブレーキ、圧縮ガス点火、ターボチャージャーといった、今日にまで使用され続けるような装置をいくつか発明した。
第一次世界大戦の終結後、有名な革命的戦車ルノー FT-17など軍事面での貢献に対し、彼はレジオンドヌール勲章を受勲した。
両大戦の間、彼の右翼的見解がよく知られる一方で、ブローニュ＝ビヤンクールの従業員は先鋭的プロレタリアートに染まり、さまざまな労働争議が起きた。彼はヨーロッパ諸国間での組合の必要性を訴えた。

## 第二次世界大戦とその後
1939年、ルノー社は再びフランス軍にとって最も重要な調達先の一つとなったが、フランスは1940年に陥落した。
第二次世界大戦中のナチス・ドイツによるフランス占領期間に、ルノー社はドイツの接収に遭い、ダイムラー・ベンツ社から人材が派遣されて重要なポジションに就いた。会社の生産性は微々たるもので1939年5月分の1/3にも満たなかったが、これは生産遅延の試みのためでもあった。にもかかわらず、ルノーの評判はフランスのレジスタンスの間で悪化した。1942年3月の連合軍による空襲で工場が破壊された後、ルイは失語症を患い、話すことも書くこともできなくなった。
1944年にフランスが解放されると、彼はナチス・ドイツとの産業利敵協力のコラボラシオンで告訴逮捕された。1ヶ月後にルイは死亡、フレンヌ刑務所で虐待があったのだと言われている。外傷性脳挫傷、重度尿毒症が観察されていたが、なんの調査もなされなかった。
3ヵ月後ルノー社は国営化され、コラボラシオンの非常に不愉快な公式例となった。注目に値するのはこの接収が、判決書もないまま既に死亡した人間に適用され、法の支配とフランス司法上の原則に反する状況で行われた点にある。大戦中に実際の工場を監督していた責任者は、1949年、彼と工場は利敵協力していたわけではないという判決を勝ち取り、1967年にはルイの息子で唯一の相続人ジャン＝ルイ・ルノーが若干の賠償を勝ち取った。しかし、ルイ本人の名誉が公式に回復されることは決してなかった。